# رغل إسفيني
رغل إسفيني (الاسم العلمي:Atriplex cuneata) هو نوع نباتي يتبع جنس الرغل من فصيلة القطيفية.